# ЗЭиМ
АО «АБС ЗЭиМ Автоматизация» — российское машиностроительное предприятие. Полное название — Акционерное общество «АБС ЗЭиМ Автоматизация». Предприятие — одно из промышленных и социальных лидеров Чувашии. Входит в группу компаний «АБС Электро».
Основные виды деятельности — разработка и производство электроисполнительных механизмов и приводов для трубопроводной арматуры, средств автоматизации для систем промышленной автоматики, разработка и исполнение инжиниринговых проектов. Штаб-квартира находится в Чебоксарах.

## История

Продукция АО «АБС ЗЭиМ Автоматизация»

### Советский период
Строительство Чебоксарского завода электрических исполнительных механизмов (ЗЭиМ) началось в 1956 году на основании Постановления Совета Министров СССР № 105 от 28.01.1956 года и Постановления ЦК КПСС и Совета Министров СССР № 1197 от 27.08.1956 года.

3 июня 1958 года состоялся выпуск первой промышленной партии электрических исполнительных механизмов ИМ—2/120.

1961 — завод освоил производство электробритв «Волга».

1968 — с конвейера сошёл первый механизм электрический однооборотный (МЭО) серийной партии МЭО-63 и МЭО-160, начато освоение МЭО-25, МЭО-10.

1975 — выпуск первой партии популярного в СССР игрового автомата «Меткий стрелок».

1976 — ЗЭиМ вошел в состав Чебоксарского производственного объединения «Промприбор».

1977 — освоено производство комплекса АКЭСР-1 и пускателя ПБР.

1977 — выпуск полумиллионного механизма электрического однооборотного.

### После 1991
1998 — началось внедрение интегрированной системы управления предприятием, построенной на принципах MRP II. ЗЭиМ — активный участник международного проекта Европейской экономической комиссии (ЕЭК) ООН «Энергетическая эффективность-2000».

2000 — система качества ЗЭиМ сертифицирована ТЮФ-СЕРТ (Германия) на соответствие ИСО-9001.

2006 — продукции завода были присвоены Золотые и Серебряный знаки качества конкурса «Всероссийская марка (III тысячелетие). Знак качества XXI века», а также признана победителем всероссийской Программы-конкурса «100 лучших товаров России».

2007 — состоялся запуск современного цеха приборного производства АБС Электро.

2007 — выпуск двухмиллионного МЭО.

2008 — внедрение системы экологического менеджмента на предприятии.

2008 — начало освоения производства токопроводов.

2011 — служба качества ОАО «АБС Автоматизация» получила диплом конкурса «Лучшая служба по стандартизации» среди предприятий и организаций Чувашской Республики.

2012 — лауреат III степени республиканского конкурса «Лучший экспортёр Чувашии».

2013 — завод отпраздновал своё 55-летие. Указом Главы республики Михаила Игнатьева ОАО «АБС ЗЭиМ Автоматизация» было награждено Почетной грамотой Чувашской Республики за вклад в развитие промышленности и достигнутые трудовые успехи.

2014 — ОАО «АБС ЗЭиМ Автоматизация» получило сертификат соответствия Таможенного союза на производство и реализацию взрывозащищенных механизмов МЭО(Ф) (сертификат №RU C-RU.ГБ04.В.00048) и взрывозащищенных приводов типа ПЭМ (сертификат №RU C-RU.ГБ04.В.00131).
2017 -  опытный образец электропривода с электронным блоком управления успешно прошел испытания в аккредитованном испытательном центре на водонепроницаемость по ГОСТ 14254 со степенью защиты оболочки IP68 и глубиной погружения 30 метров, длительностью 48 часов.
2018 -  получены лицензии на право конструирования и изготовления продукции для АЭС.
2019 -  АО «АБС ЗЭиМ Автоматизация» успешно пройден сертификационный аудит СМК на соответствие требованиям СТО Газпром 9001-2018.
На предприятии реализуется масштабная программа модернизации технического перевооружения производства. В 2020 году АО «АБС ЗЭиМ Автоматизация» запущен в работу автоматизированный комплекс литья под давлением модели MS1100, предназначенный для литья из алюминиевых сплавов отливок с повышенными требованиями к герметичности, отсутствию пор при механической обработке.
Решением Правительственной комиссии по повышению устойчивости развития российской экономики в условиях санкций от 30 марта 2022 года АО «АБС ЗЭиМ Автоматизация» вошло в перечень системообразующих организаций российской экономики.

## Руководство
Генеральный директор — Сушко Юрий Владиславович.
Исполнительный директор — первый заместитель генерального директора — Бардюкова Надежда Владимировна.